# Candes-Saint-Martin
Candes-Saint-Martin is een gemeente in het Franse departement Indre-et-Loire (regio Centre-Val de Loire) en telde op  1 januari 2022 182 inwoners. De plaats maakt deel uit van het arrondissement Chinon. Candes-Saint-Martin is lid van Les Plus Beaux Villages de France.

## Geografie
De oppervlakte van Candes-Saint-Martin bedroeg op 1 januari 2022 5,77 vierkante kilometer; de bevolkingsdichtheid was toen 31,5 inwoners per km². De gemeente ligt aan de samenvloeiing van de Vienne en de Loire.

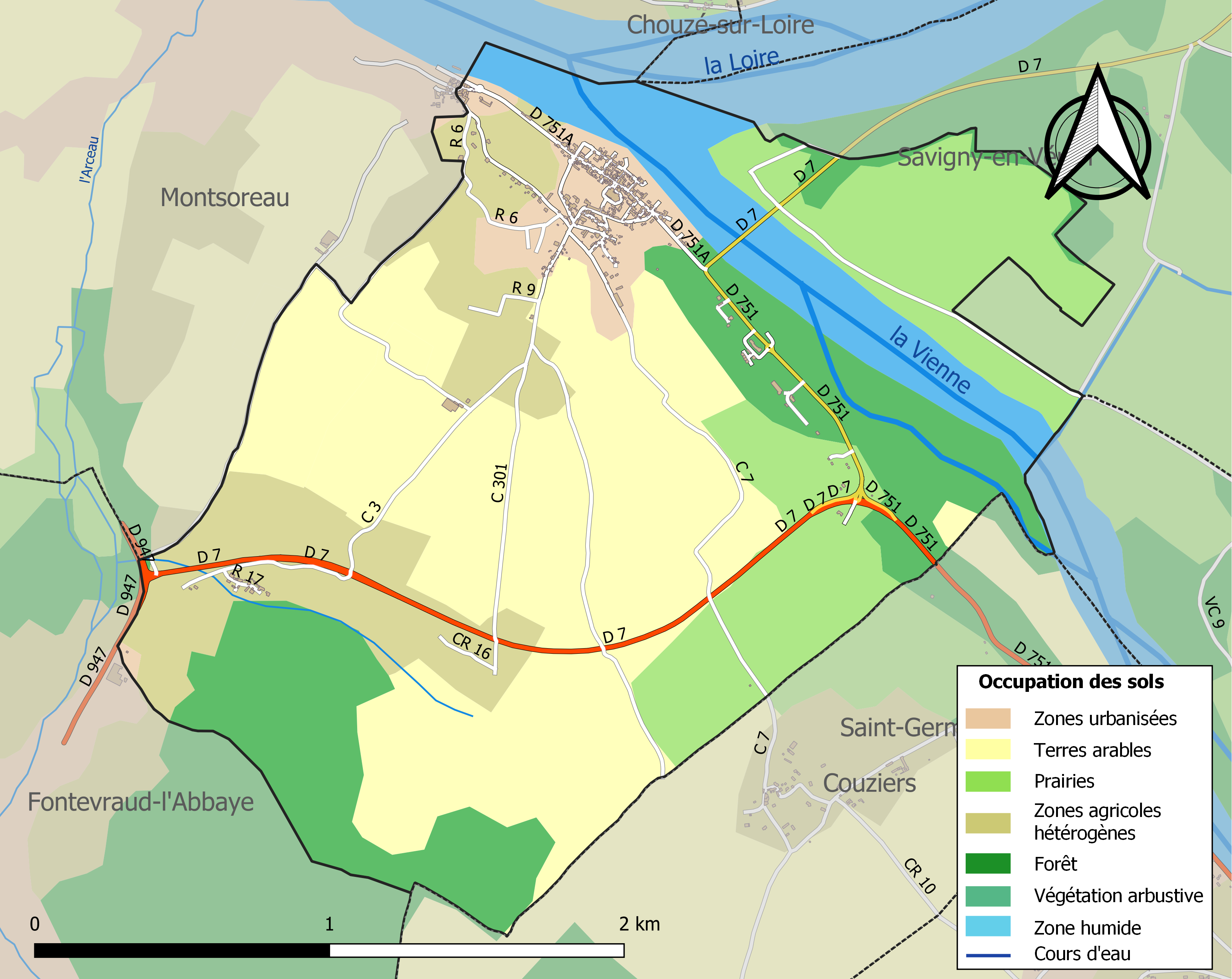
Kaart van de gemeente met de belangrijkste infrastructuur, bodemgebruik en omliggende gemeenten

## Demografie
Onderstaande figuur toont het verloop van het inwonertal (bron: INSEE-tellingen).

## Geschiedenis
In Candes-Saint-Martin was er al in de eerste eeuwen van onze jaartelling een nederzetting. Hiervan getuigen muurresten en andere archeologische vondsten uit de Romeinse periode. Er zijn uit die tijd ook sporen teruggevonden van twee opeenvolgende houten bruggen over de Vienne. In het laatste kwart van de 4de eeuw sticht bisschop Martinus van Tours, die later heilig verklaard wordt, er een parochie. Martinus overlijdt hier ook op 8 november 397, maar hij wordt in Tours begraven. Dit feit verklaart meteen de toevoeging "Saint-Martin" aan de gemeentenaam. Vanaf dan wordt Candes een bedevaartsoord, waar in de middeleeuwen een monumentale kerk zal verrijzen: de thans nog bestaande kapittelkerk van Sint-Martinus (collégiale Saint-Martin). Het kasteel (of beter gezegd: de opeenvolgende kastelen) van Candes was tot aan de Franse Revolutie een residentie van de bisschoppen van Tours.
Door de gunstige ligging aan de samenvloeiing van Vienne en Loire is de plek al vroeg een centrum van rivierscheepvaart. Deze economische activiteit blijft voortbestaan tot in de 19de eeuw en kent in de eerste helft van die eeuw zelfs een hoogtepunt. Nadien zorgt de concurrentie van de opkomende spoorwegen voor een snelle achteruitgang van de scheepvaart en een aanzienlijke daling van het inwonertal in de gemeente.

## Galerij

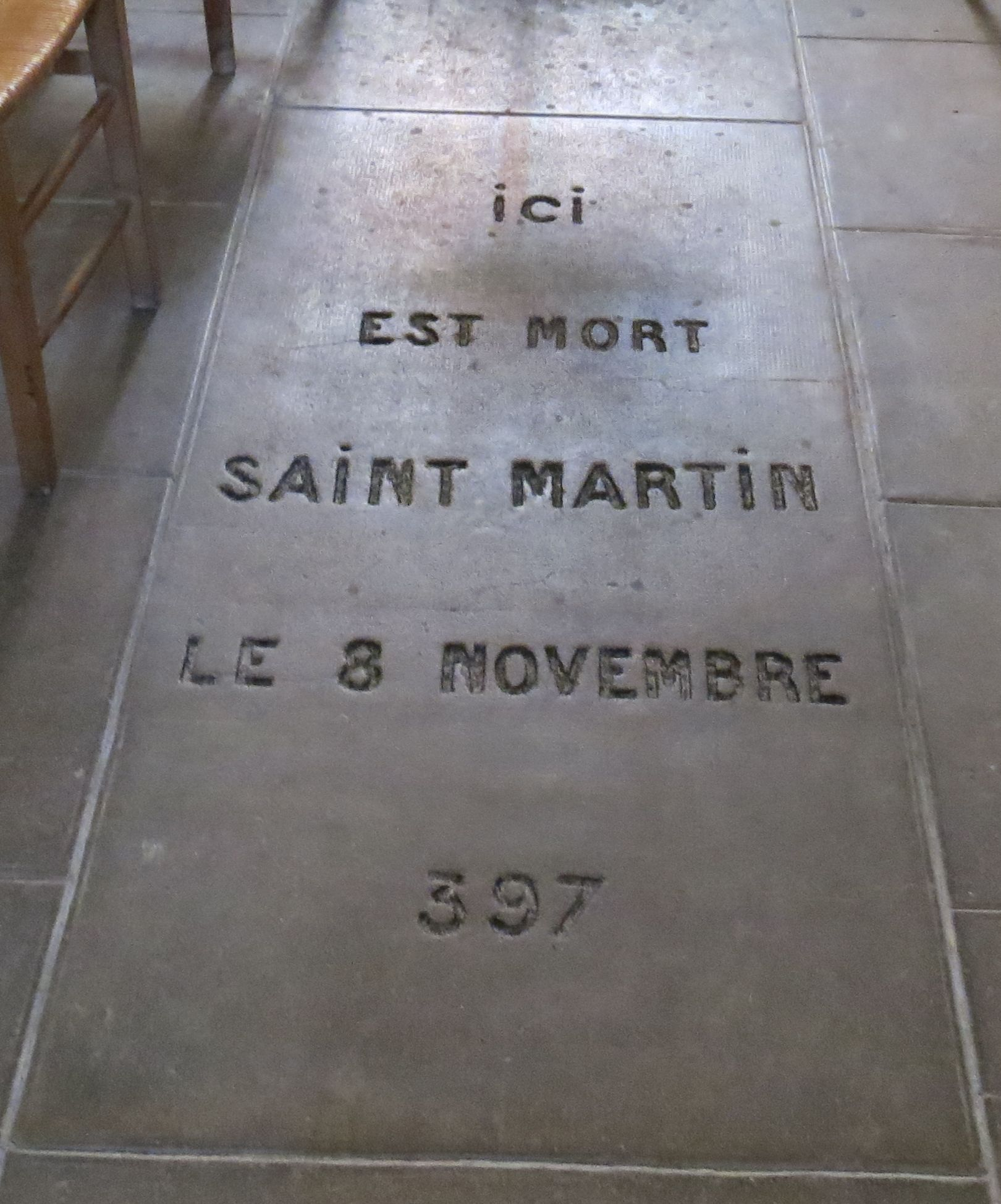
Sint-Maarten is hier overleden

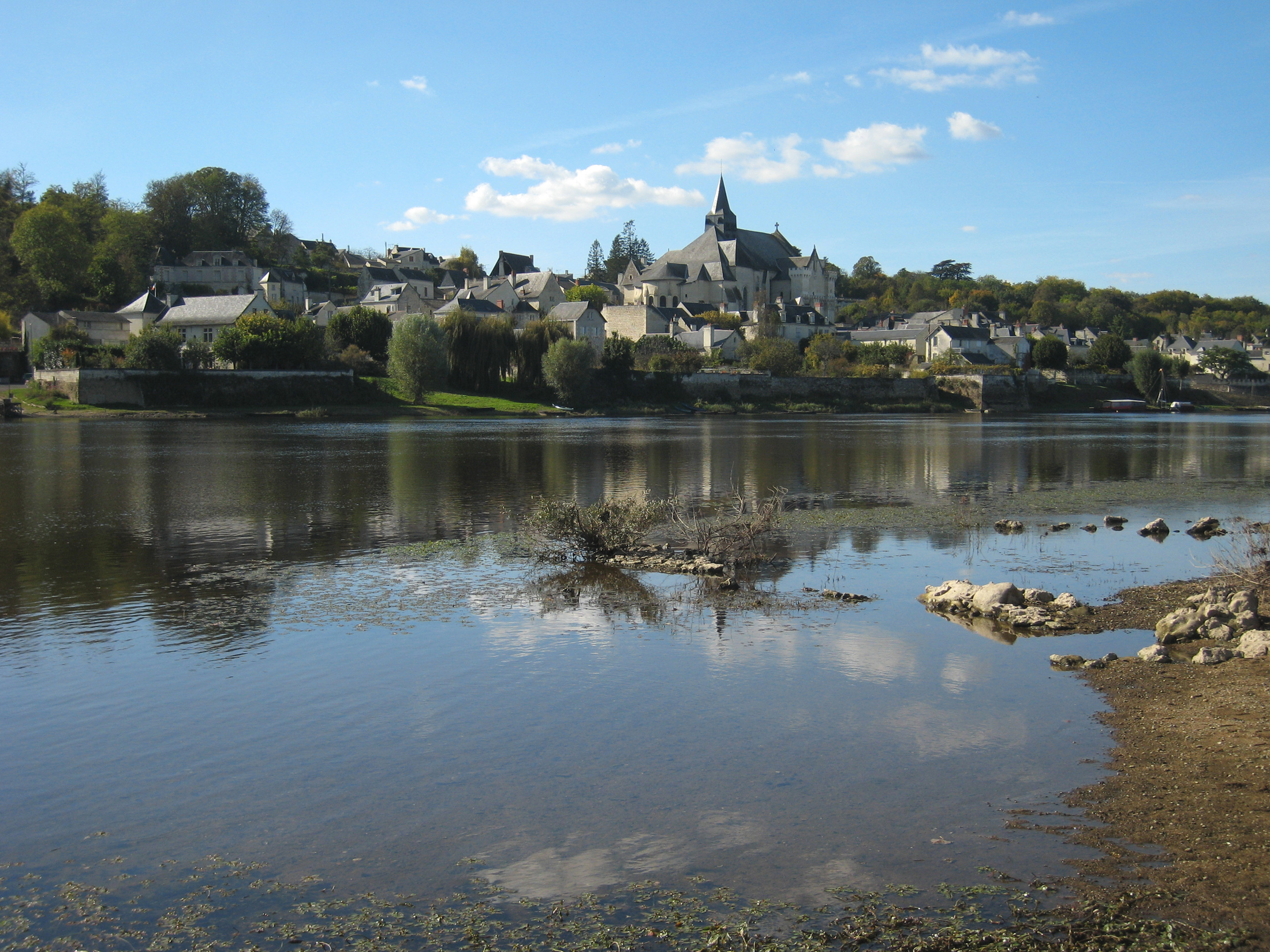
Algemeen gezicht van de gemeente en de Vienne
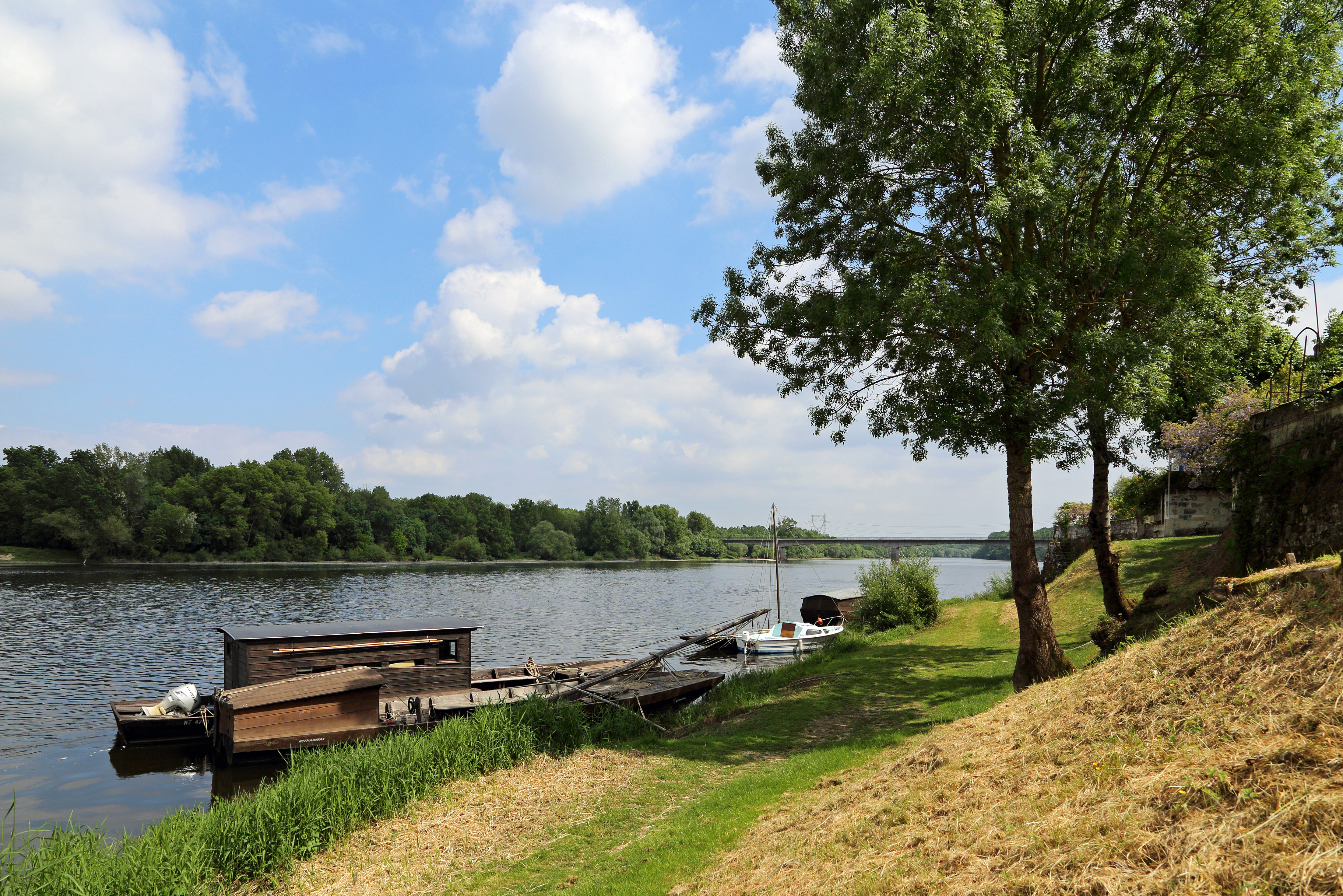
De Vienne ter hoogte van Candes-Saint-Martin
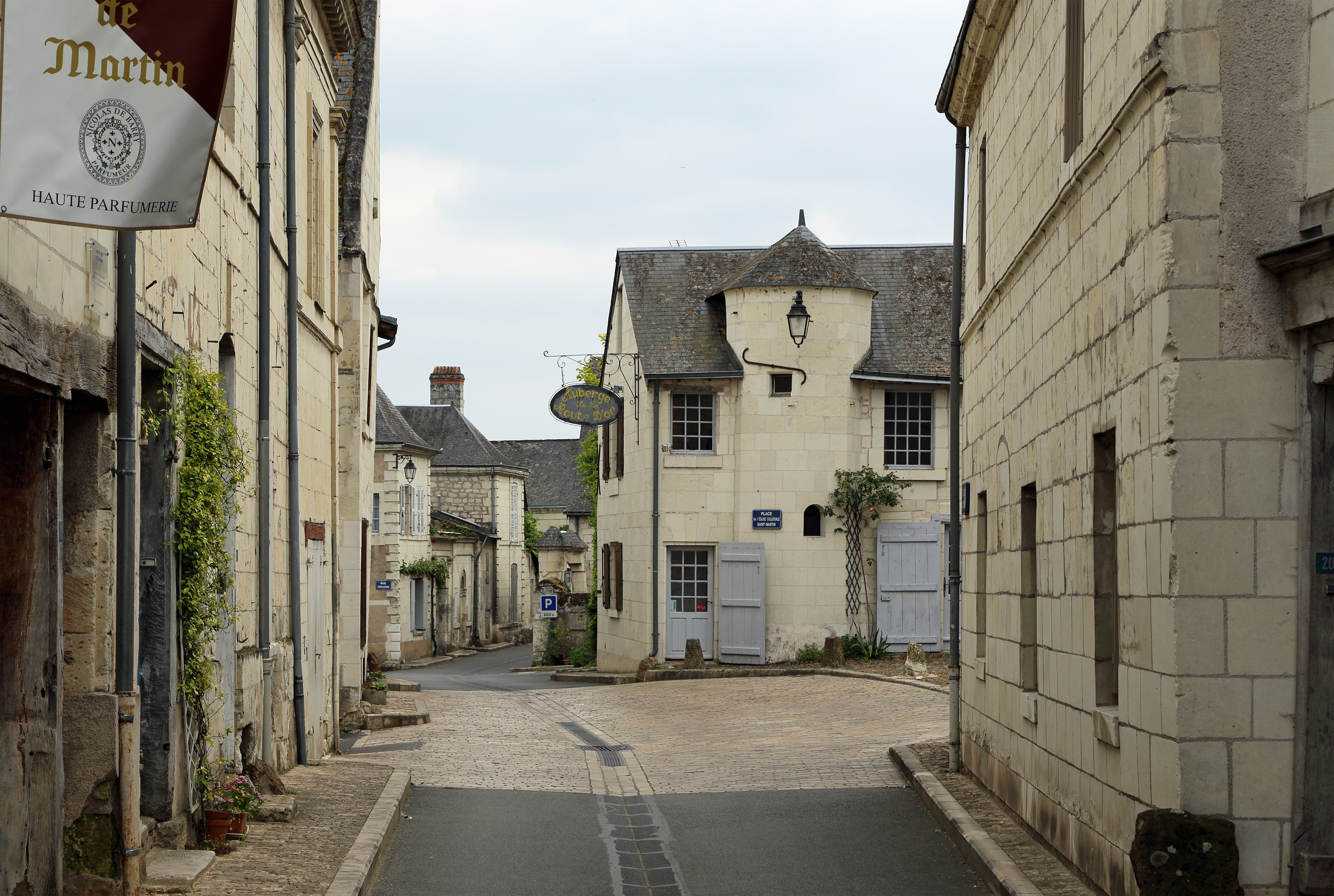
Straat in het centrum van de gemeente
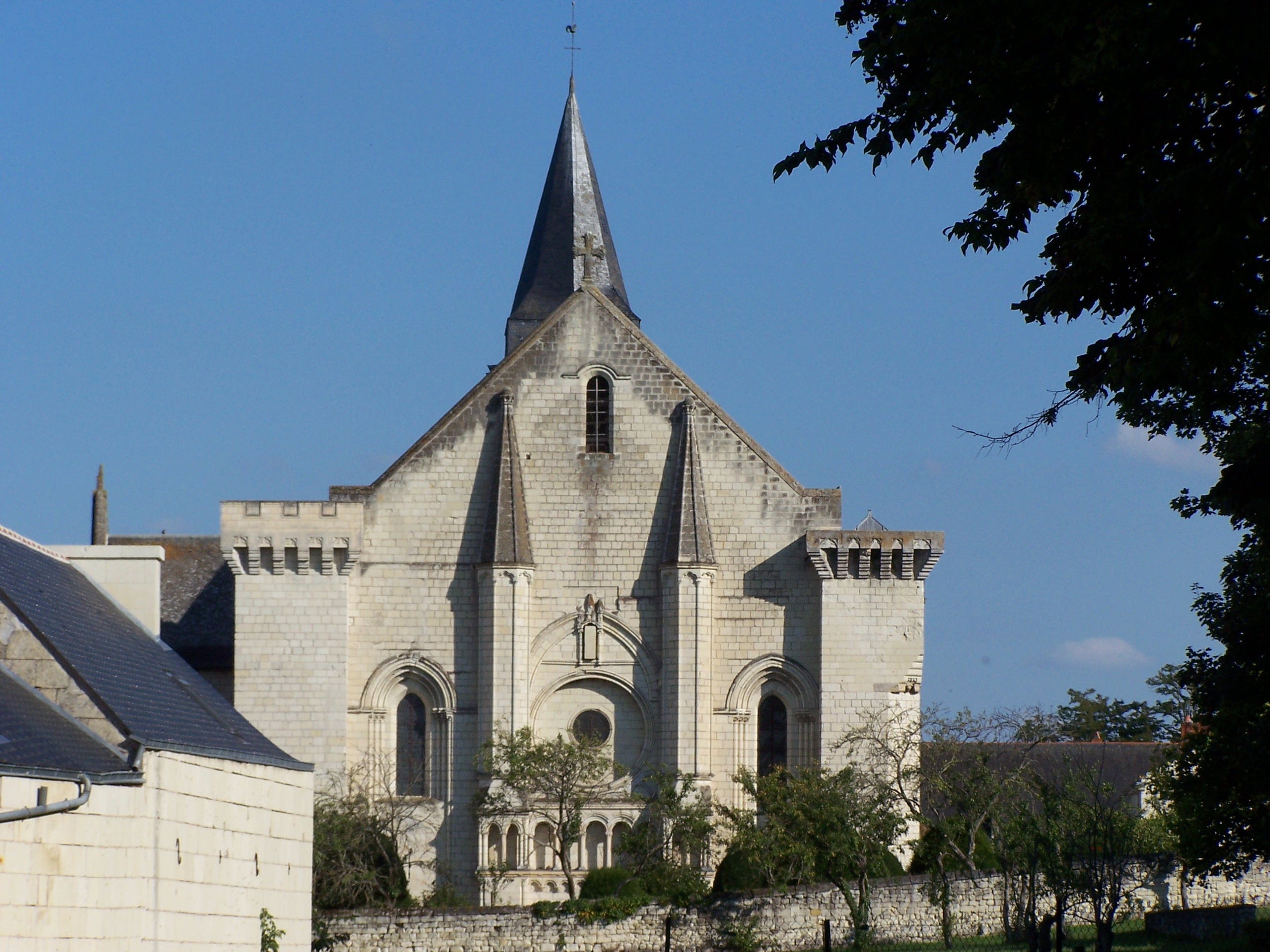
De Sint-Martinuskerk
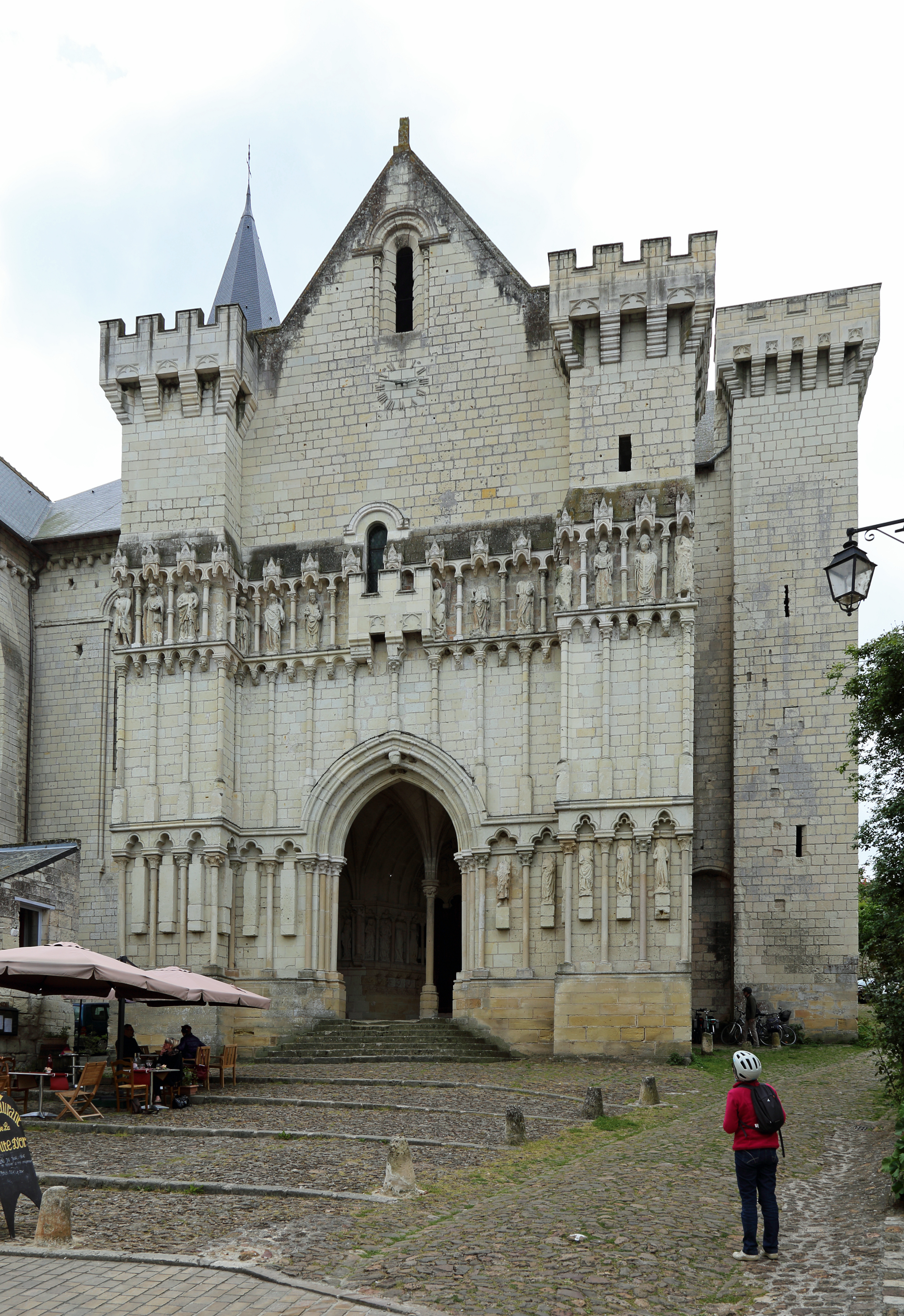
Noordportaal van de Sint-Martinuskerk
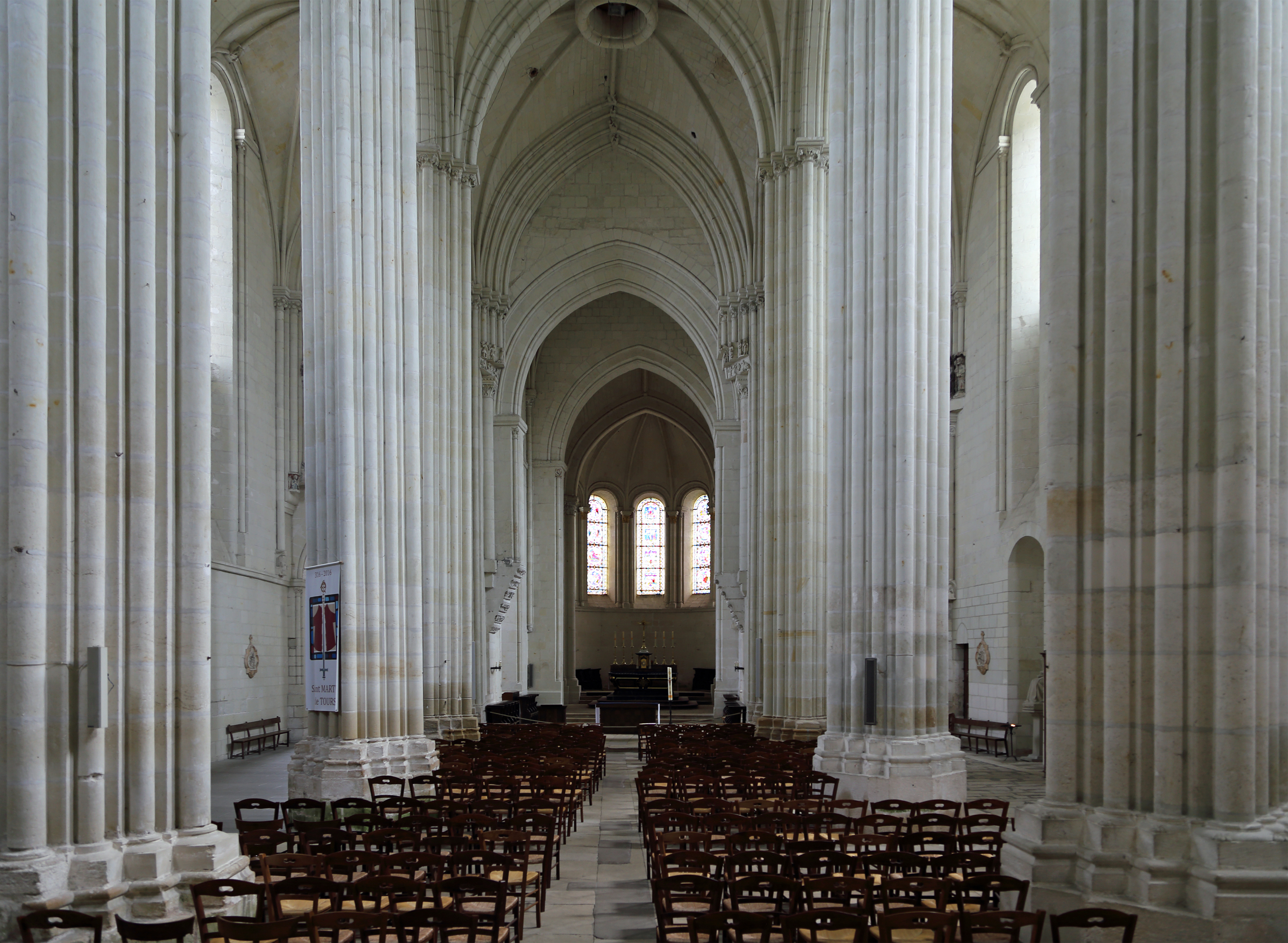
Interieur van de Sint-Martinuskerk
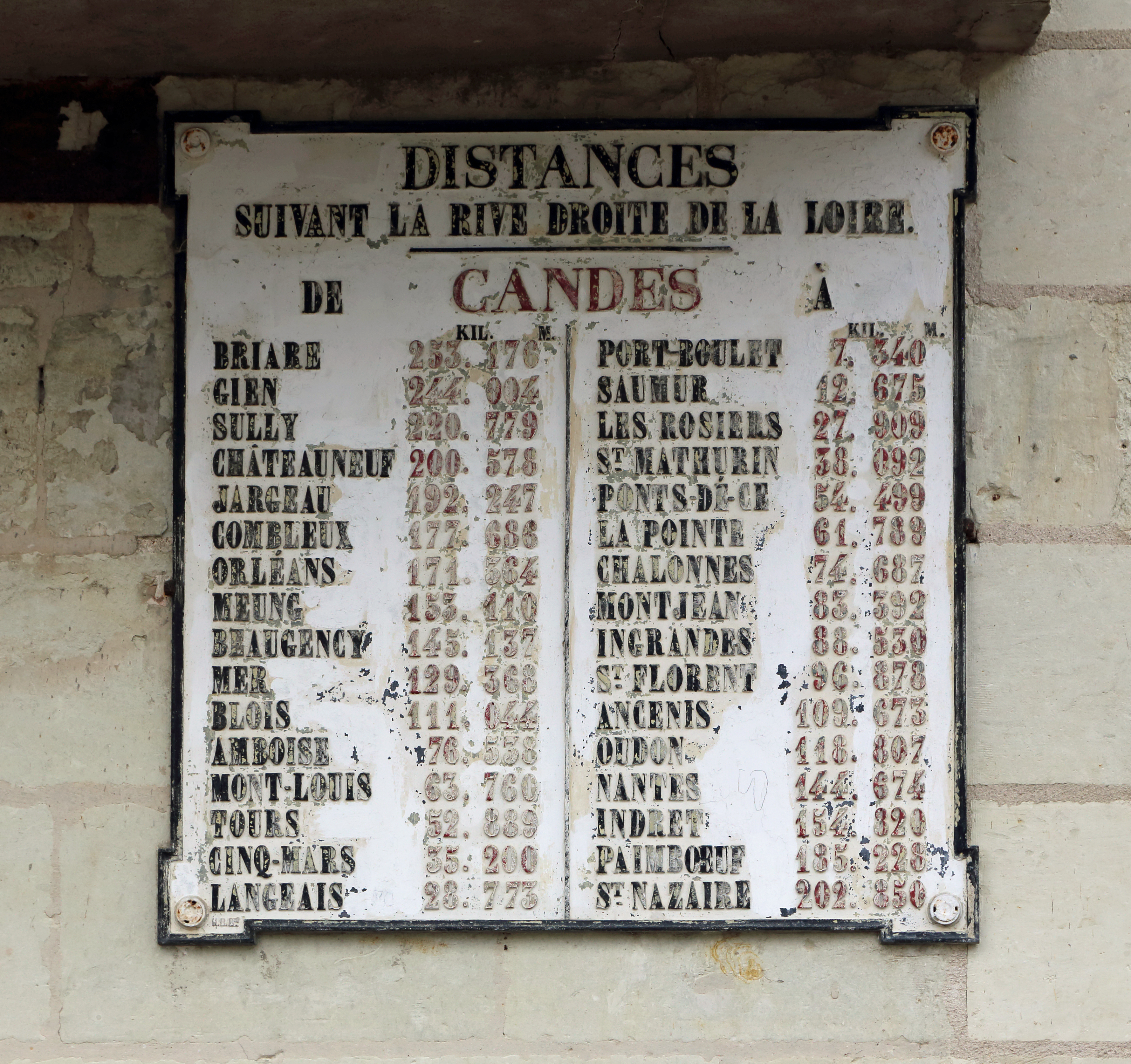
Bord met opgave van de afstanden voor de binnenscheepvaart tussen Candes en 32 bestemmingen langs de Loire